# La quinta pata de la noticia
La quinta pata de la noticia fue un programa de televisión que debutó el 2 de junio de 2016 por la Televisión Pública Argentina y finalizó el 22 de diciembre del mismo año. Sus primeros conductores fueron Marcela Pagano y Damián Glanz.
El ciclo vino a reemplazar al programa periodístico 678. Si bien se le prometió respetar el contrato cuando asumió como Presidente Mauricio Macri, quedó fuera de la grilla del canal estatal.
Fue parte de la nueva programación que se implementó el recientemente creado Sistema Federal de Medios y Contenidos Públicos tras la asunción de Mauricio Macri.
Se emitió en el horario que fue el habitual de 6, 7, 8 durante años hasta diciembre de 2015, programa cercano a Cristina Fernández de Kirchner. Es por eso que fue denominado el «6, 7, 8 macrista» o el «6, 7, 8 de Cambiemos».. A su vez, causó controversias el costo del ciclo, en cuanto a lo monetario.

## Despidos de periodistas críticos
En junio de 2016 el programa se vio involucrado en un escándalo por el despido del panelista Juan Agosto, periodista crítico, sin ningún tipo de explicación por parte del canal estatal. El periodista, que también trabajó en Infonews y CN23, formó parte del proyecto desde su gestación. En junio las autoridades macristas del canal le pidieron que firmara una cláusula donde renunciaba al derecho a realizar reclamos con la promesa de que respetarían el plazo de vencimiento del contrato en diciembre de este año. Sin embargo, días después le enviaron una carta documento donde le informaban sin mayores detalles que quedaba fuera del programa. Tras conocerse el despido injustificado, un importante arco de periodistas y televidentes cuestionaron el eslogan que acompaña al programa "un canal, todas las voces," Posteriormente fueron despedidos a conductora Marcela Pagano y los columnistas Juan Agosto e Ignacio Olivera Doll tenían contrato hasta diciembre. El canal dejaba aclarado que no se haría cargo de las consecuencias judiciales por las opiniones de los periodistas y podía echarlos sin que pudieran hacer reclamo alguno. Paralelamente se denunció que Horacio Levin (director ejecutivo), fue acusado de armar listas negras, donde se precisan entre otras cosas simpatías políticas y cuestiones de la vida privada de decenas de trabajadores y trabajadoras del canal y sobre la base de eso se sugieren determinados cambios.

## Equipo
- Juan Agosto (2 de junio de 2016 - 22 de agosto de 2016) (despedido)
- Jésica Bossi (2 de junio de 2016 - 22 de diciembre de 2016)
- Cecilia Boufflet (2 de junio de 2016 - 22 de diciembre de 2016)
- Santiago Fioriti (2 de junio de 2016 - 22 de diciembre de 2016)
- Damián Glanz (2 de junio de 2016 - 22 de diciembre de 2016)
- Ignacio Olivera Doll (2 de junio de 2016 - 22 de agosto de 2016) (despedido)
- Marcela Pagano (2 de junio de 2016 - 22 de agosto de 2016) (despedida)
- Diego Schurman (2 de junio de 2016 - 22 de diciembre de 2016)
- Olivia Sohr (2 de junio de 2016 - 22 de diciembre de 2016)

## Audiencia
El programa debutó el jueves 2 de junio de 2016 con un índice de audiencia promedio de 0.9 puntos. En su última emisión, midió 0.7 puntos. Generalmente, el ciclo no sobrepasaba el punto de rating y alcanzó en algunos momentos 0.0 puntos.
| 1  | Jueves    | 2 de junio de 2016  | 0.9 | [ 19 ] |
| 2  | Lunes     | 6 de junio de 2016  | 1.3 | [ 20 ] |
| 3  | Martes    | 7 de junio de 2016  | 1.2 | [ 21 ] |
| 4  | Miércoles | 8 de junio de 2016  | 1.1 | [ 22 ] |
| 5  | Jueves    | 9 de junio de 2016  | 1.1 | [ 23 ] |
| 6  | Lunes     | 13 de junio de 2016 | 0.3 | [ 24 ] |
| 7  | Miércoles | 15 de junio de 2016 | 1.2 | [ 25 ] |
| 8  | Jueves    | 16 de junio de 2016 | 0.9 | [ 26 ] |
| 9  | Jueves    | 23 de junio de 2016 | 0.9 | [ 27 ] |
| 10 | Lunes     | 27 de junio de 2016 | 0.7 | [ 28 ] |
| 11 | Martes    | 28 de junio de 2016 | 1.1 | [ 29 ] |
| 12 | Miércoles | 29 de junio de 2016 | 1.2 | [ 30 ] |

     Audiencia más alta.
     Audiencia más baja.